# Tamppelijärvet (Jukkasjärvi socken, Lappland, 750917-171801)
Tamppelijärvet är en sjö i Kiruna kommun i Lappland och ingår i Torneälvens huvudavrinningsområde.